# ダルムシュタット・ショパン国際ピアノコンクール
ダルムシュタット・ショパン国際ピアノコンクール Internationaler Chopin-Klavierwettbewerb in Darmstadtはドイツショパン協会が主催する国際ピアノコンクール。

## 概要
コンクールの題名が示すように、ショパン国際ピアノコンクールへの派遣を目的として設立された。第1位受賞者はショパン国際ピアノコンクールへの出場権が獲得できる。ただし、このコンクールの第1位受賞者でショパン国際ピアノコンクールの本選に残れたものはHelene Tysman唯一人である。
会場は毎年のようにオランジェリーだが、この建物はダルムシュタット夏季現代音楽講習会でも使われている。

## 優勝者一覧
- 第1回1st Prize1983: Junko Otake (Japan)
- 第2回1st Prize1986: 該当者なし
- 第3回1st Prize1989: Edward Wolanin (Poland)
- 第4回1st Prize1992: Janne Mertanen (Finland)
- 第5回1st Prize1996: Kayo Ishihara (Japan)
- 第6回1st Prize1999: 河村尚子 (Japan)
- 第7回1st Prize2002: Joanna Marcinkowska (Poland)
- 第8回1st Prize2006: Helene Tysman (France)
- 第9回1st Prize2009: Claire Huangci (USA)
- 第10回1st Prize2013: Ivett Gyöngyösi (Hungary)
- 第11回1st Prize2017: Piotr Pawlak (Poland)
- 第12回1st Prize2022: 該当者なし